# 風呂敷
風呂敷（ふろしき）は、物を包み持ち運んだり収納したりするための正方形に近い形の布。

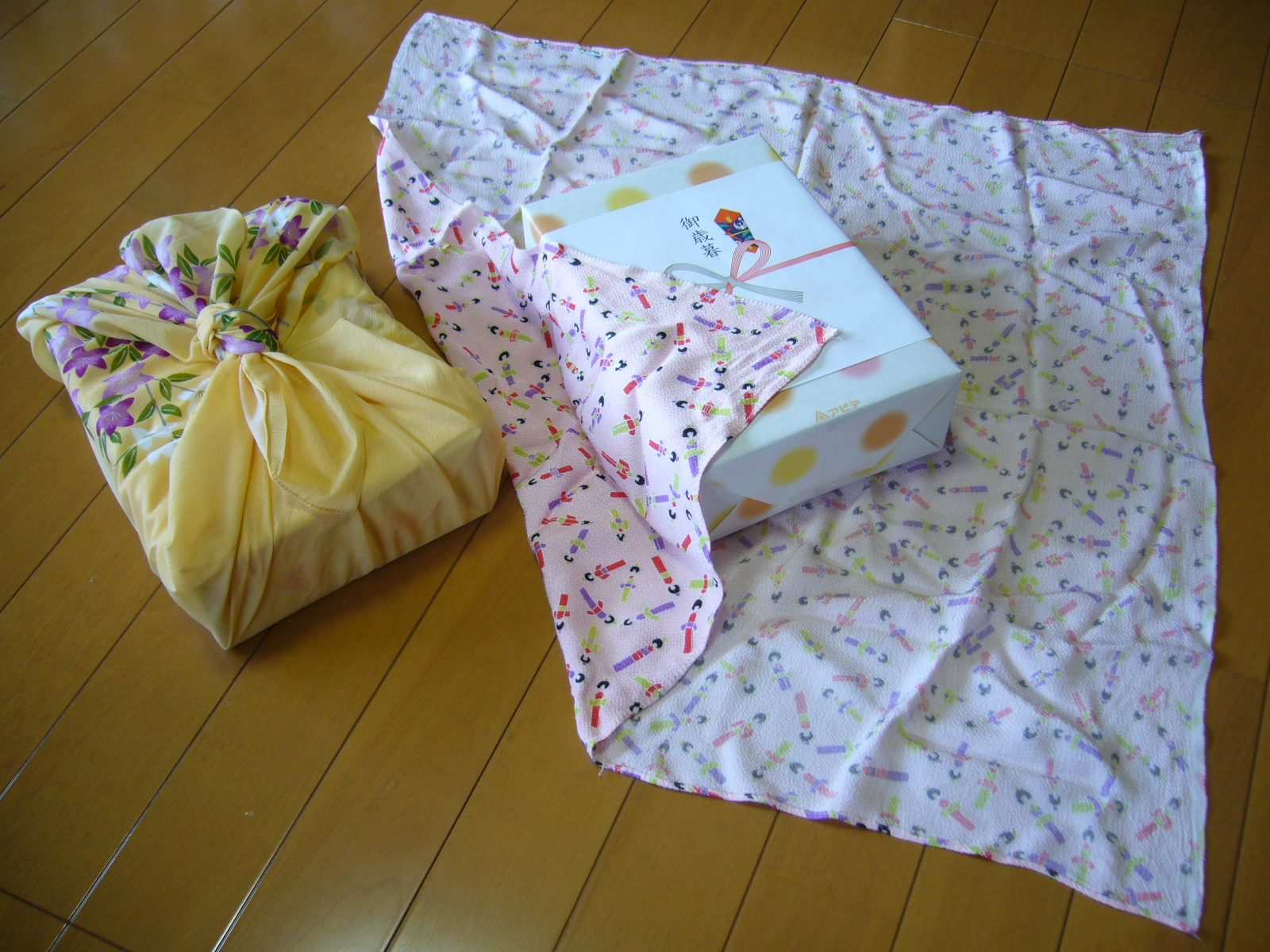
日本での一般的な風呂敷の使い方、贈答品を風呂敷に包む

## 概要
起源は定かではないが正倉院の所蔵物にそれらしきものがある。古くは衣包（ころもつつみ）、平包（ひらつつみ）と呼ばれていた。風呂敷の名称は、日本の室町時代末期に大名が風呂に入る際に平包を広げその上で脱衣などして服を包んだ、あるいは足拭きにした等の風呂にまつわる説、「風呂」の語源となった茶の湯で道具として用いられる風炉に由来するとの説などの諸説ある。
言葉自体の記録としては、駿府徳川家形見分帳の記載が最初のものとされる。その後、江戸時代になり銭湯の普及とともに庶民にも普及した。なお平包の言葉は風呂敷の包み方の一つとして残る。
一枚の布ではあるが様々の形状、大きさのものを包むことができるため広く普及していった。風呂敷自体、様々な大きさのものが作られ強度を上げるため刺子を施すなどもされた。サイズの大きいものは大風呂敷といい布団を包めるようなものもある。
明治時代以降、西欧から鞄類が入り風呂敷の利用は減っていき、現代、街中で見ることは希である。しかし近年、環境問題が取り上げられる中、レジ袋に代わるものとして利用を提案する意見がある（#近年の再評価にて詳述）。

## 歴史と由来
物を包む布としての起源は奈良時代に遡ることができ、正倉院宝物の中に舞楽の衣装包みとして用いられたものが残っている。この専用包みには、現在の風呂敷にはない中身を固定するための紐が取り付けられていた。また、伎楽衣装を包む「伽楼羅（かるら）包（本来は果冠に下が衣）」、子どもの衣装を包む「師子児（ししじ）包（同じく元の字は果冠に衣）」と言う呼称が用いられ、それらに収容する内容物が墨書されていた。
平安時代には「平裹」・「平包」（ひらつつみ）と呼ばれていて、庶民が衣類を包んで頭にのせて運んでいる様子が描かれている（「裹」は「裏」（うら）とは別字）。また、古路毛都々美（ころもつつみ）という名称も和名類聚抄にうかがえる。一方この時代、入浴することは心身を清めるための厳粛な行事であったため、裸ではなく白衣で入るのが作法であった。そのため入浴前後に、広げた布の上で服を更衣したが、この布を「風呂敷」と呼んだのが呼称の起源という説がある。この説によると、濡れた風呂衣を風呂敷に包んで持ち帰ることなどによって敷布としての役割から包んで運ぶ用途が加わっていくようになったと考えられる。
下って、室町時代の風呂は蒸し風呂のようなものであったため「むしろ」「すのこ」「布」などが床に敷かれていた。足利義満が大湯殿を建てた際、招かれた大名などが入浴する際に他者の衣服と間違えないよう家紋を付けた布に脱いだ衣服を包み、湯上りに際してこの布の上で装束を調えたという記録があり、この時用いられていた敷布が「風呂敷」と「平裹（平包）」の双方の役割を果たしていたものとしての最古の記録と考えられる。
このような入浴の際の習慣は、江戸時代にも継承されていた。江戸時代初頭、湯を張って入浴に供する商売：銭湯が誕生したが、元禄時代頃から江戸や上方の町では銭湯が盛んになり、庶民も衣類や入浴用具を「平裹（平包）」に包み持って銭湯に出かけている。風呂に敷く布で包むことから、「平裹（平包）」に代わって「風呂敷包み」や「風呂敷」と広く呼ばれるようになった。このようにして広まっていった包むための布としての風呂敷の呼称は、やがて「風呂で敷く布」から、「包む布」として行商人たちによって全国に広められていったと考えられる。

### 文様～唐草文様の由来

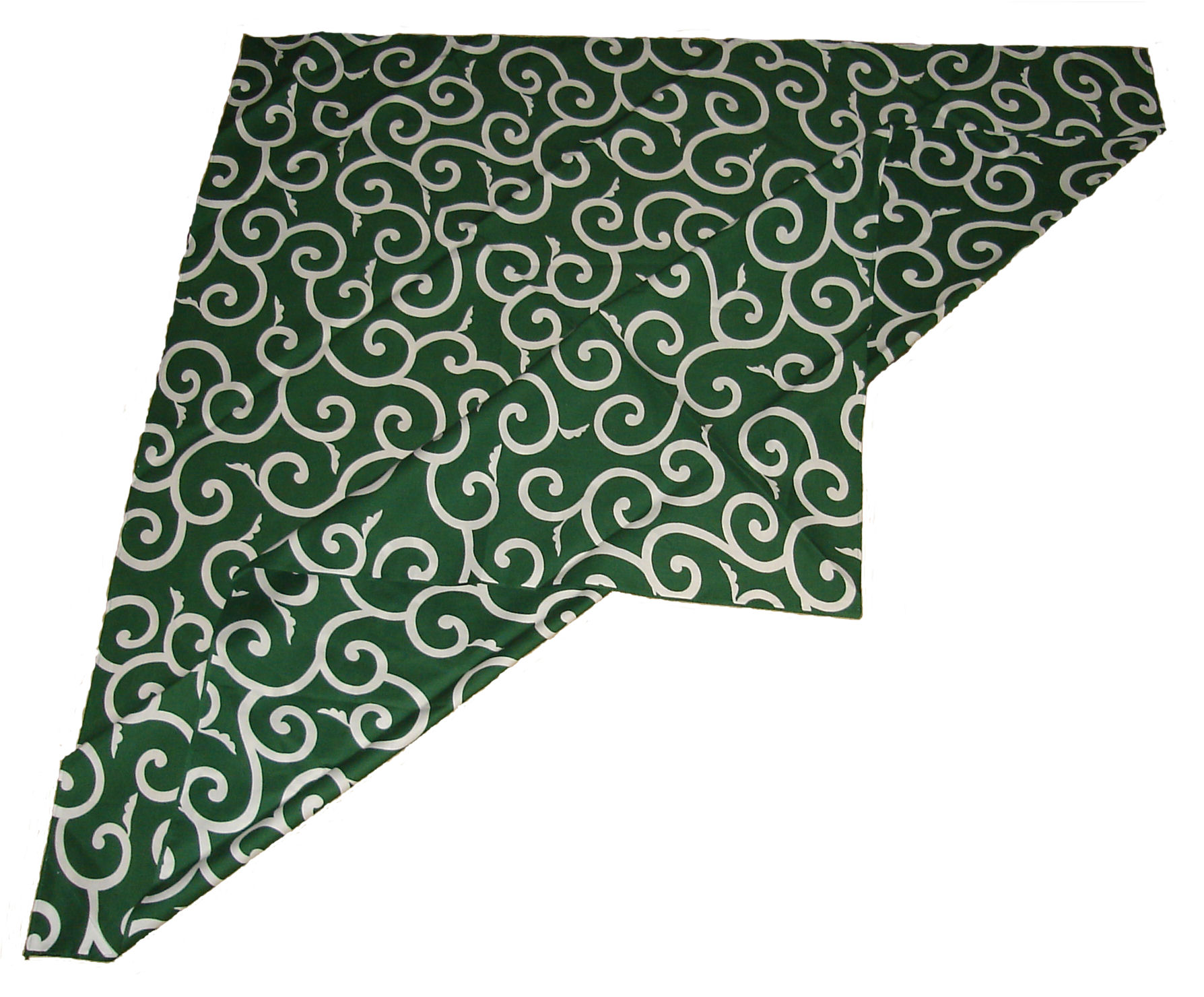
風呂敷

「風呂敷」に用いられる文様には、それぞれの家の家紋が用いられたり、花鳥風月等を題材とする日本独特の吉祥文様が用いられることが多い。
現代では漫画などで「泥棒が盗品を風呂敷に包んで背負う姿」などに描かれている「唐草模様」（当ページの写真参照）も元来吉祥文様であって、めでたいもののひとつであり、犯罪に関連するものでは全くなかったことに留意すべきである。この唐草文様の風呂敷は、明治時代から昭和に掛けて大量生産された。当時泥棒は手ぶらで家屋に侵入し、まず盗んだ物を持ち運べる大判の風呂敷を探した。そこから泥棒＝唐草の風呂敷というイメージが定着した。唐草文様は古代エジプトで生まれ、シルクロードを渡って日本にもたらされた。そして江戸時代には風呂敷の文様として定着したのである。唐草は四方八方に伸びて限りがなく延命長寿や子孫繁栄の印として大変縁起が良い物とされていた。当時は婚礼道具や夜具地（布団）を唐草の風呂敷で包んでいたようである。

## 種類
現在では文様も多様になり、無地、小紋、染め糸を用いた織による縞や格子文様を始め、意匠化された文様も増えている。

### 伝統的な色合い
かつては、喜事を表し祝いに最適とされる朱色、先方への敬意を表すとされる紫色、弔事に用いるとされる藍色、慶弔両方に用いることができる利休（品のある山葵色）の他、日本の伝統色とされるえんじ、などが主流であったが、これも現在では多様化している。

### 素材と風合い
伝統的な素材は、絹と綿である。
また加工方法によって、独特の心地よい肌触りを持ったちりめん、家紋などを入れた一般的な紬（つむぎ）、夏用の着物と同じ絽（ろ）などの風合いがある。
現代ではこれらに加えてレーヨン、ポリエステル、アセテートなどの化学繊維も多く用いられている。

### 大きさ
風呂敷の大きさは、古くから織物の一反（幅約35cm～40cm、長さ約12m）を利用して無駄なく裁断し縫製するため、若干の長短があって正方形ではなかった。
短辺約34cm、長辺約37cm鯨尺九寸のものを一幅と呼び基本とする大きさである。一反を五等分して縫製したものを一反風呂敷（六幅）といい、おおむね畳二枚分の大きさが最大であった。現在では、一幅の倍（面積では四倍）となる約68cm×約71cmの二幅、そのさらに倍の四幅、六幅と呼ばれるそれぞれ約204cm×207cmの整数倍のもののほか、中幅と呼ばれる約45cm四方のもの、二四幅と呼ばれる約90cm四方のものがある。

### 用途
- 二幅や中幅は、結婚祝いやお中元などの慶弔の際。
- 二四幅は買い物に、四幅は引越し・帰省に使われていた。六幅は、火災が多かった江戸において、一時期は布団の下に敷き、火事などの災害発生時に寝具の上に家財道具を放り投げ、一切合財をそのまま風呂敷に包んで逃げるために使われていたという。現代では、二幅・中幅・二四幅が主流で、四幅はコタツ掛けに、六幅はテーブル掛けや壁飾りなどにも使われている。
- 年中行事では、正月に食するおせち、春には花見弁当、秋祭り等で料理を詰めた重箱などの包みや日本酒等の持ち運びに使用される。
- 和服等の衣類包みに用いられる場合、歌舞伎等の伝統芸能・舞妓等の和服を着用する機会の多い職業従事者が使用している。

### 基本的な包み方

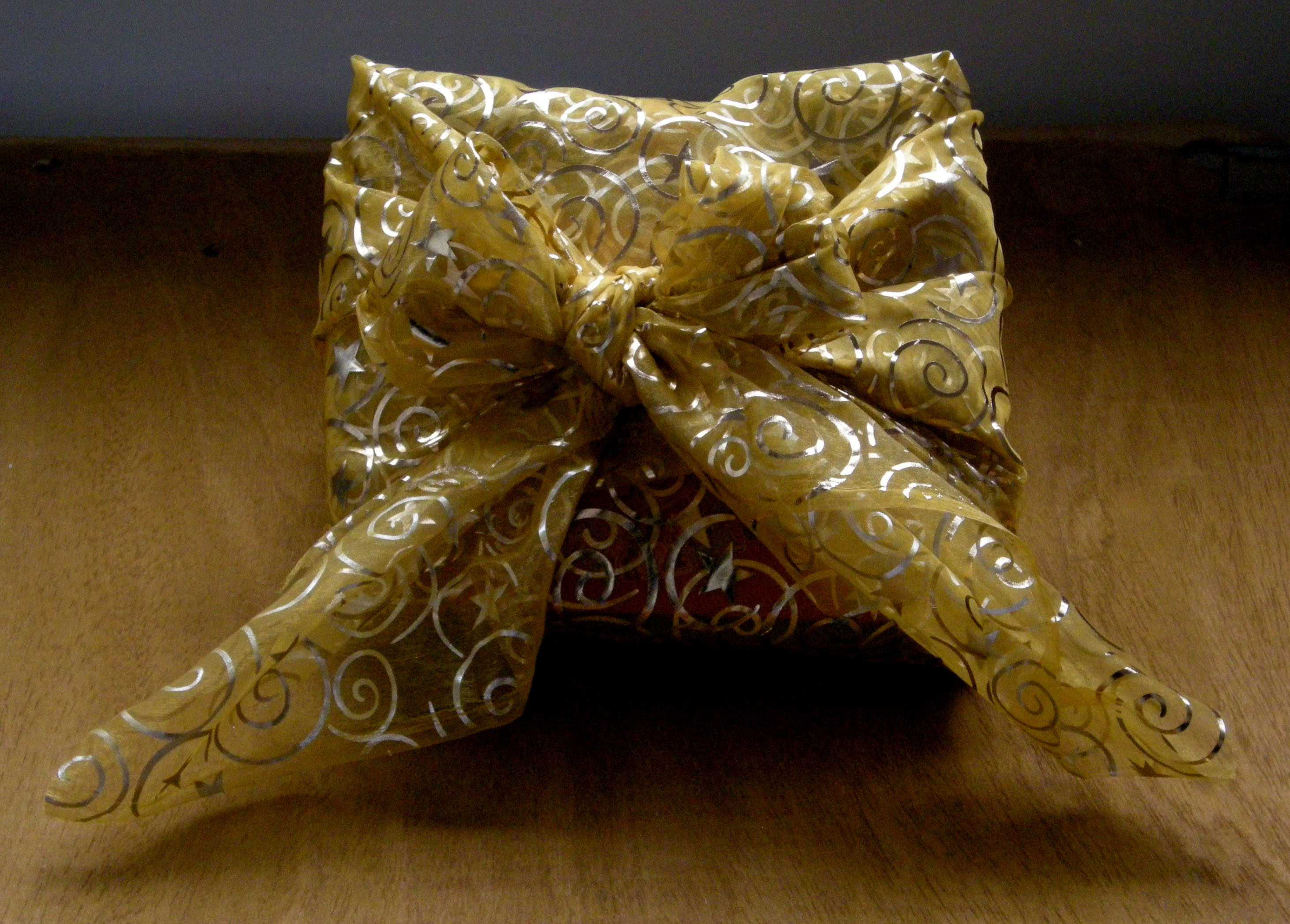
Merry Christmas!

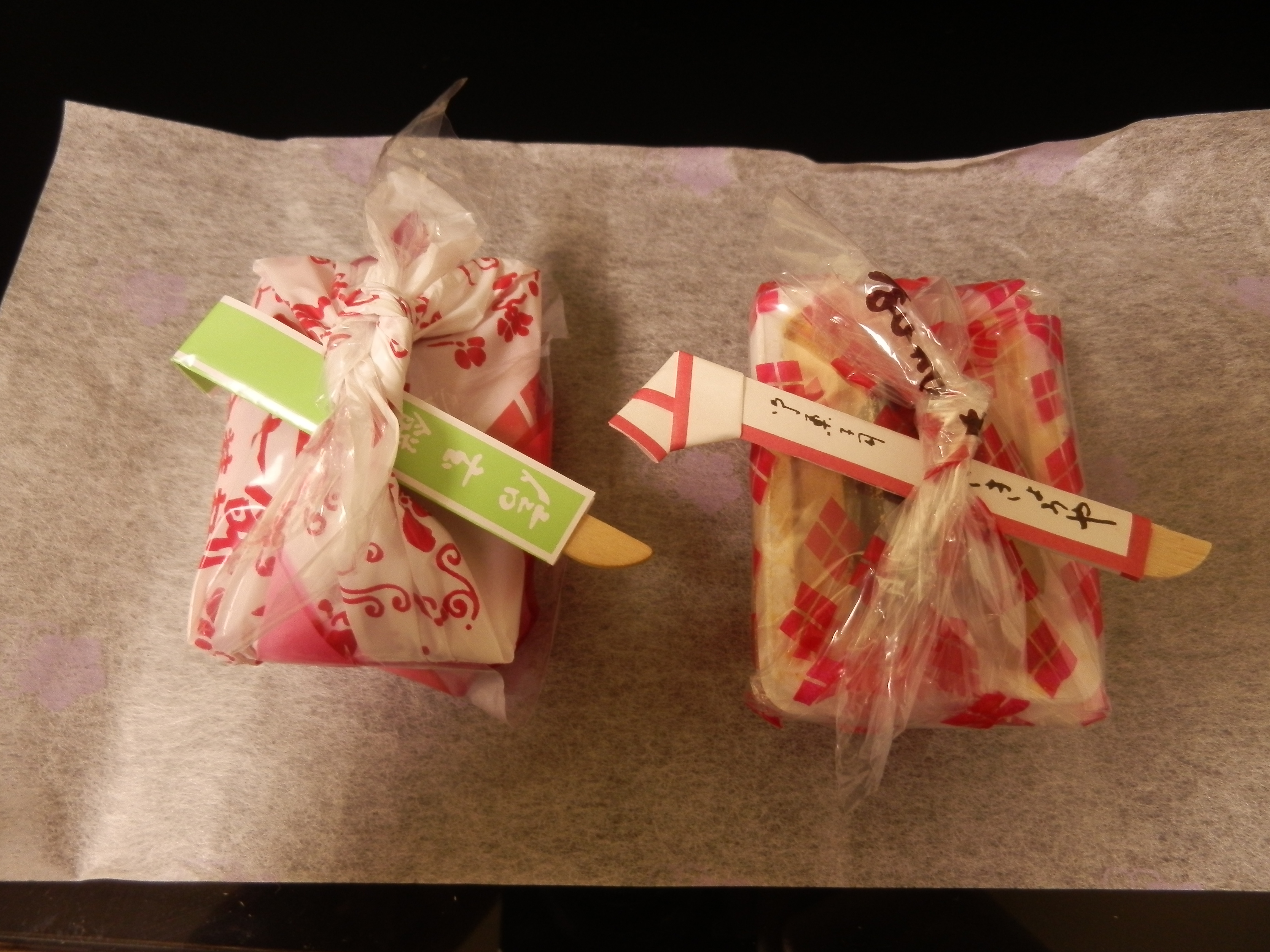
信玄餅

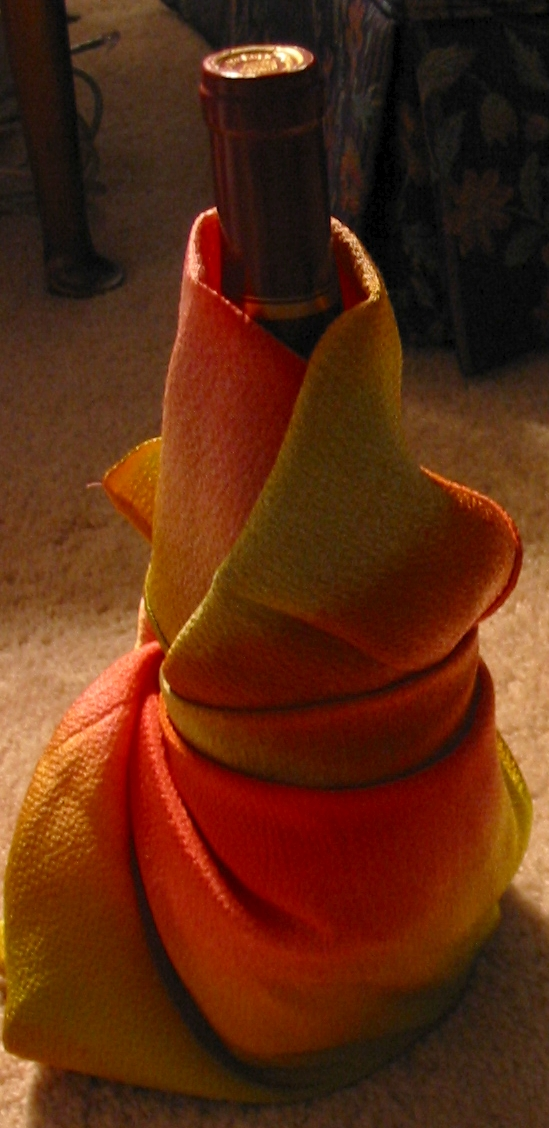
ワインボトルの装飾としての風呂敷を用いた例

ただし、日本文化に特有の事象であるが、道具として極めてシンプルであるため、使う者の知恵・技術水準が実用レベルと直結する。「風呂敷」を一時期のファッションとして終わらせるのではなく、真に実用的たらしめるためには、自在に包むことができる技を身につけることが必要である。
「風呂敷」を使って自在にものを包むための基本となる技は「結び」である。二種類の結び方を組み合わせることで、かなり自在な包み方ができる。この基本となる結びは「一つ結び」と「固結び（真結び・かなむすび）」である。
- 一つ結びは、風呂敷の一つの角だけを一度絡めて結び目をつくること。
- 固結びは、風呂敷の二つの角を二度絡めて結び目を作ることである。その際、誤って縦結びとすると、簡単にほどけて危険である（本結び#横結びと縦結びを参照）。結び方の正誤は二度目に絡める際の左右の前後関係だけに起因する。

### 風呂敷を用いた贈答の際の作法
慶事等での袱紗の場合と同様に、贈答品を先方に渡す際には風呂敷に包んで持参し、その場で「風呂敷を解いて渡す」ことが日本での礼儀とされている。
従来、贈主の面前で貰った側が中身やその内容を確認することは、日本の作法において無作法とされてきたことに加えて、現代以前の贈答品の中には生鮮品等もあったことなどもあり、そのために贈主側が先方の前で風呂敷を解いて差し出すことが通例とされていた。この作法による慣習から、現代でも手渡す際に風呂敷を解き、包装等が施された贈答品のみを置いて、風呂敷を持ち帰る場合が多い。
近年では使用者側のグローバル化、また環境問題等の考慮から、風呂敷での包み自体を新しい感覚のギフトラッピングと捉え「風呂敷に包んだまま先方に渡す」試みも一部でみられる。

## 近年の再評価

### 環境問題への効果
西洋渡来の鞄などに比べ、包むものの大小・形状にとらわれることなく変幻自在に包むことができること、包むものがないときには畳んでかなり小さくすることができて軽量であることなど、その融通性・自在性が、環境問題への貢献とともに、「風呂敷」が近年見直されている点であると考えられる。
レジ袋1枚を約8g～10gとすると、製造過程で小さな猪口1杯分（約16～18ml）の原油を使うとされている。また、製造過程で30g、焼却過程で31gの二酸化炭素を排出するため、1枚のレジ袋を使用しないと約61gの二酸化炭素の排出抑制ができる。環境省によると、現在日本で年間に使われるレジ袋は約300億枚で、原油換算すると約60万キロリットルに達し、ごみとして出される量は約60万トンにもなるという。このため、買物に際してレジ袋の利用を止めて風呂敷へと転換するごとに二酸化炭素とごみの削減効果に個人レベルで日常的に貢献でき、ひいては地球温暖化防止に貢献することにつながるといえる。
こうした動きにより風呂敷が再評価され、「織り」や「染め」等の特殊手法を施した風呂敷や浮世絵・アニメ等をモチーフとした柄など、多様な風呂敷が近年発売されている。また、近年では日本風呂敷協会によるデザインコンペ等も開催されている。
2011年に開催された野外音楽イベント「フェスティバルFUKUSHIMA!」では、会場で表面被爆を防止するために風呂敷が採用された。全国から寄せられた風呂敷を使い、合計6000平方メートルを超える大風呂敷が制作された。イベント後も大風呂敷は多数の参加者によるアート作品として定着していった

## その他

### 関連語
- 大風呂敷を広げる - 大風呂敷（おおぶろしき）とは、寸法の大きな風呂敷をいうが、一方できそうにもない大袈裟な計画や話や実現不可能な計画を立てる、大言壮語することを揶揄や批判した表現。
- 風呂敷を畳む - 逆に物事や計画、物語などが収束に向かうこと、あるいはその準備段階にあたる状況を「風呂敷を畳む」と呼称することがある。

## 風呂敷を題材とした作品
- 『なんのこれしき ふろしきマン』歌：水木一郎
  - NHKの『みんなのうた』で、2007年12月・2008年1月に放送された、風呂敷のヒーローのキャラクターを歌った楽曲。